# Stob

Karte: Lage von Stob

Stob (bulgarisch Стоб) ist ein Dorf in Westbulgarien in der Oblast Kjustendil, in der Gemeinde Kotscherinowo.

## Geographie
Das Dorf liegt am westlichen Fuße des Rilagebirges im (bulgarisch Кочериновско поле ‚Kotscherinowoer Feld‘) oder auch ‚Rilatrog‘ (bulgarisch Рилско корито Rilsko korito) genannten Talkessel rund 370 Meter über dem Meeresspiegel an einem Abzweig der Straße von Kotscherinowo zum Rilakloster zu beiden Seiten des Rilaflusses. Die nächstgelegenen Siedlungen sind die Städtchen Kotscherinowo im Westen und Rila im Nordosten in jeweils etwa 5 km Entfernung sowie das Dorf Porominowo 2 km im Südwesten. Das Dorf ist 96 km von Sofia entfernt und ist über die E-79 (Sofia-Athen) zu erreichen, von der die Straße zum Rilakloster abzweigt.
Das Naturphänomen der Pyramiden von Stob – eine gigantische Steinformation aus bizarren, stark verwitterten Sandsteinpyramiden – liegt 2 km östlich des Dorfes und ähnelt den Sandsteinpyramiden von Melnik. Die malerischen Sandsteinpyramiden von Stob nehmen eine Fläche von 7,4 ha ein und wurden 1964 zu einem geschützten Naturobjekt Bulgariens erklärt.

## Geschichte

### Antike
Das Dorf liegt an der Stelle der früheren Stadt, zeitweise auch Festung, Stobi, einer vermutlich thrakischen, d. h. vor-römischen Gründung. Nach lokalen Legenden verschwand die Stadt nach einer Überschwemmung, so wurden die Thraker von ihren Sünden befreit.
In der Umgebung von Stob wurden die Überreste einer Reihe antiker Bauten entdeckt, ebenso Wasserleitungen, Tongefäße, Münzen (Gold, Silber, Kupfer, römisch, byzantinisch, bulgarisch). Auch in der Umgebung des Nachbardorfes Pomorinowo, bis dorthin reichte die antike Stadt, wurden alte römische Objekte ausgegraben, es wurden auch Reste eines römischen Tempels für den Gott Dionysos entdeckt. Die Kulturschichten der archäologischen Funde bei dem Dorf Stob enthalten Keramiken aus der hellenistischen Epoche und einmalige keltische Keramiken.
Im Jahre 46 n. Chr. unterwarf das Römische Reich die thrakischen Stämme südlich der Donau und schloss sie mit in die Reichsgrenzen ein. Die bedeutendsten Funde aus dieser Periode sind entlang des Rilaflusses gemacht worden. Vom Dorf Stob bis zur Einmündung des Rilaflusses in die Struma wurden im Bereich des Flusstales und der Berghänge Überreste von antiken Häusern und Tongefäßen gefunden, die Auskunft über den Alltag und die Lebensweise der hier einst ansässigen thrakischen Stämme geben.

### Mittelalter
Die Urkunden des Dritten Konzils von Konstantinopel 680 enthalten Papiere, die vom „sündigen Bischof vom Stobi“ unterzeichnet sind. In diesem Dokument wird ausgeführt, dass die erwähnte Stadt Stobi am Rilafluss liegt, was somit die Verbindung zwischen Stobi und dem heutigen Dorf Stob bestätigt. Anfang des 9. Jahrhunderts gehörte die Stadt zum I. Bulgarischen Reich von Khan Krum. Stob unterstand dem Bischof von Welbâschd (dem heutigen Kjustendil) und dem Erzbischof von Ochrid. Davon zeugen Urkunden des byzantinischen Kaisers Basileios II. dem Bulgarentöter aus dem Jahre 1019. In einer dieser Urkunden wird darauf hingewiesen, dass Stobi der Mittelpunkt des Bischofsbezirks von Welbâschd war.
1189/90 wird Stobi als Festung erwähnt, die der serbische Großžupan Stefan Nemanja eingenommen hatte. 1254 wurde dieses Gebiet dem Kaiserreich Nikaia von Johannes III. angeschlossen. Während der Herrschaft von Iwan Alexander (1331–1371) wurde die byzantinische Herrschaft über die Stadt beendet. In der Gegend Zârkwischteto wurde ein Kreuz mit einer Inschrift aus dem Jahre 1371 entdeckt. Die erste Erwähnung des Ortes in altbulgarischer Sprache datiert aus dem Jahre 1378: (ГРАДЪ СТѠБЪ). Es handelt sich dabei um eine heute im Rilakloster aufbewahrte Schenkungsurkunde (Bulle) Zar Iwan Schischmans vom 21. September 1378 zugunsten dieses Klosters in der Form einer feierlichen, in Zinnoberrot niedergeschriebenen und mit einem Goldstempel abgezeichneten Botschaft, wie es auch im benachbarten Byzanz üblich war.
Im gesamten Mittelalter spielte Stob eine wichtige Rolle als Festung in einem zwischen Serbien, Bulgarien und Byzanz sowie örtlichen Feudalherren umstrittenen Gebiet. Stob bestand als „innere Stadt“ in der damaligen Festung. Es ist nicht bekannt, ob die äußere Stadt auch befestigt war.
Im 13. und 14. Jahrhundert verlief auch die von der Via Egnatia abzweigende Straße über Serres und Melnik entlang der Struma nach Welbâschd, die heutige Europastraße, durch Stob. Hier zweigte eine weitere Straße ab, die über Morobisdon, das heutige Morodvis, nach Štip führte. Alle dieses Straßen waren wichtige Verkehrswege für ein gut funktionierendes militärisches Kommunikationssystem.

### Neuzeit
Als mit der Eingliederung in das Osmanische Reich die militärische Bedeutung des Platzes verschwand, verfiel die Festung und die frühere Stadt wurde zum Dorf. 1576 wird die Siedlung in osmanischen Dokumenten Istob und Istub genannt.
Konstantin Jireček unterschied in seinem 1888 erstmals erschienenen Buch Reisen durch Bulgarien (bulgarisch Пътувания по България Pâtuwanija po Bâlgaria) die mittelalterliche Stadt Stob von anderen Städten mit den Namen Stobi und Stubion. Er schrieb, dass man über dem Dorf die Ruinen einer alten Festung sehe, von denen „ein Stück eines Turmes mit Fenstern übrig geblieben sind“. Dieser Turm wurde „Petrowa kula“ (bulgarisch Петрова кула) genannt.
Die Tschitalischte Samoobrasowanie (bulg. “Самообразование”) wurde 1914 in Stob gegründet.
Im Dorf steht ein Denkmal zu Ehren der gefallenen Soldaten während der Balkankriege (1912–1913) und während des Ersten Weltkriegs (1915–1918). Im westlichen Teil des Dorfes steht die Kirche „Heiliger Prokop“ (bulgarisch Св. Прокопий), die die einzige ihres Namens in Bulgarien sein soll.
Seit 2012 ist die Ortschaft Namensgeber für den Stob-Gletscher im Grahamland auf der Antarktischen Halbinsel.

## Galerie

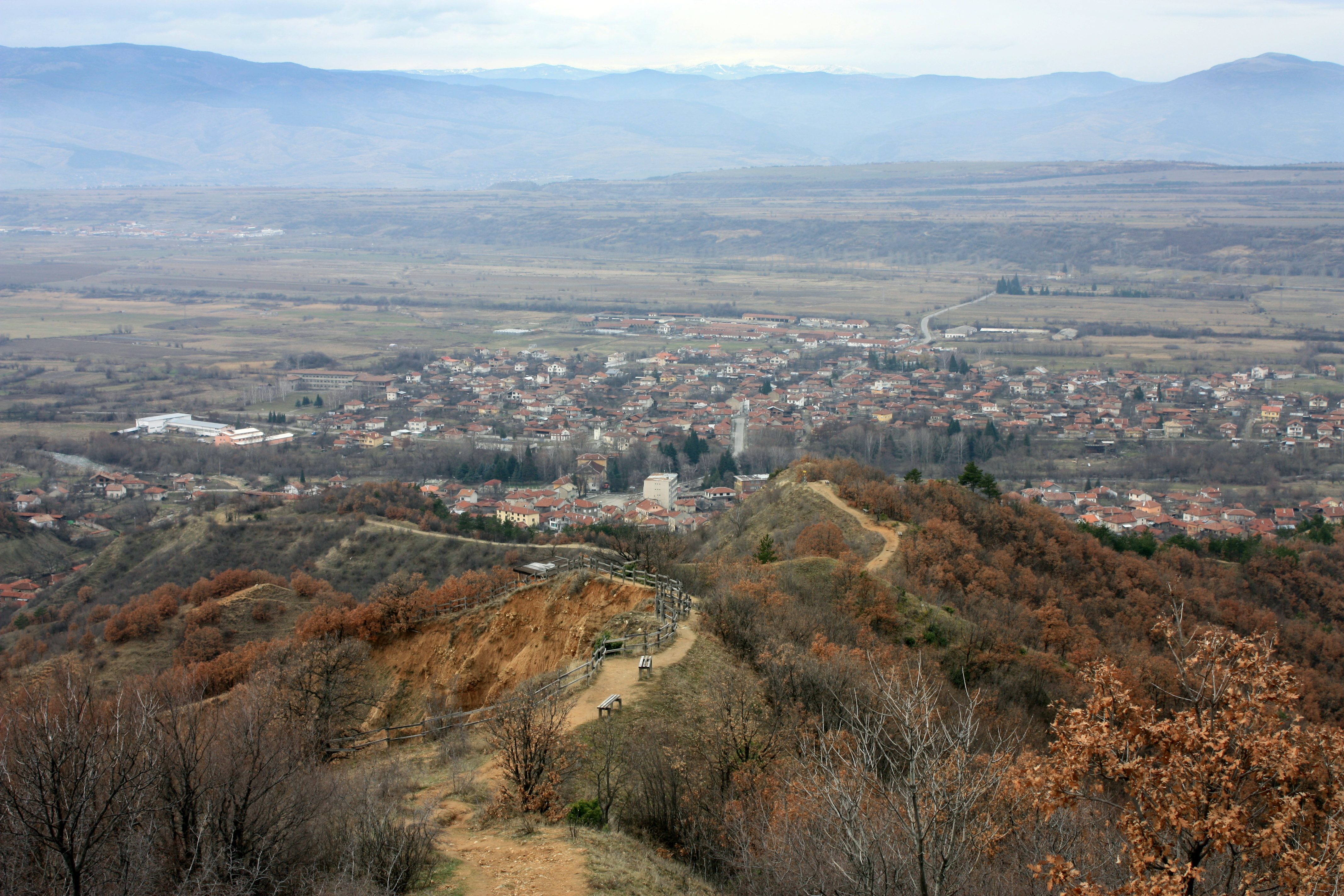
Ausblick von den Pyramiden von Stob auf den Ort Stob, im Vordergrund der Pfad entlang des Berggrates, hinter dem Zaun links befindet sich ein Teil der Sand(stein)Pyramiden
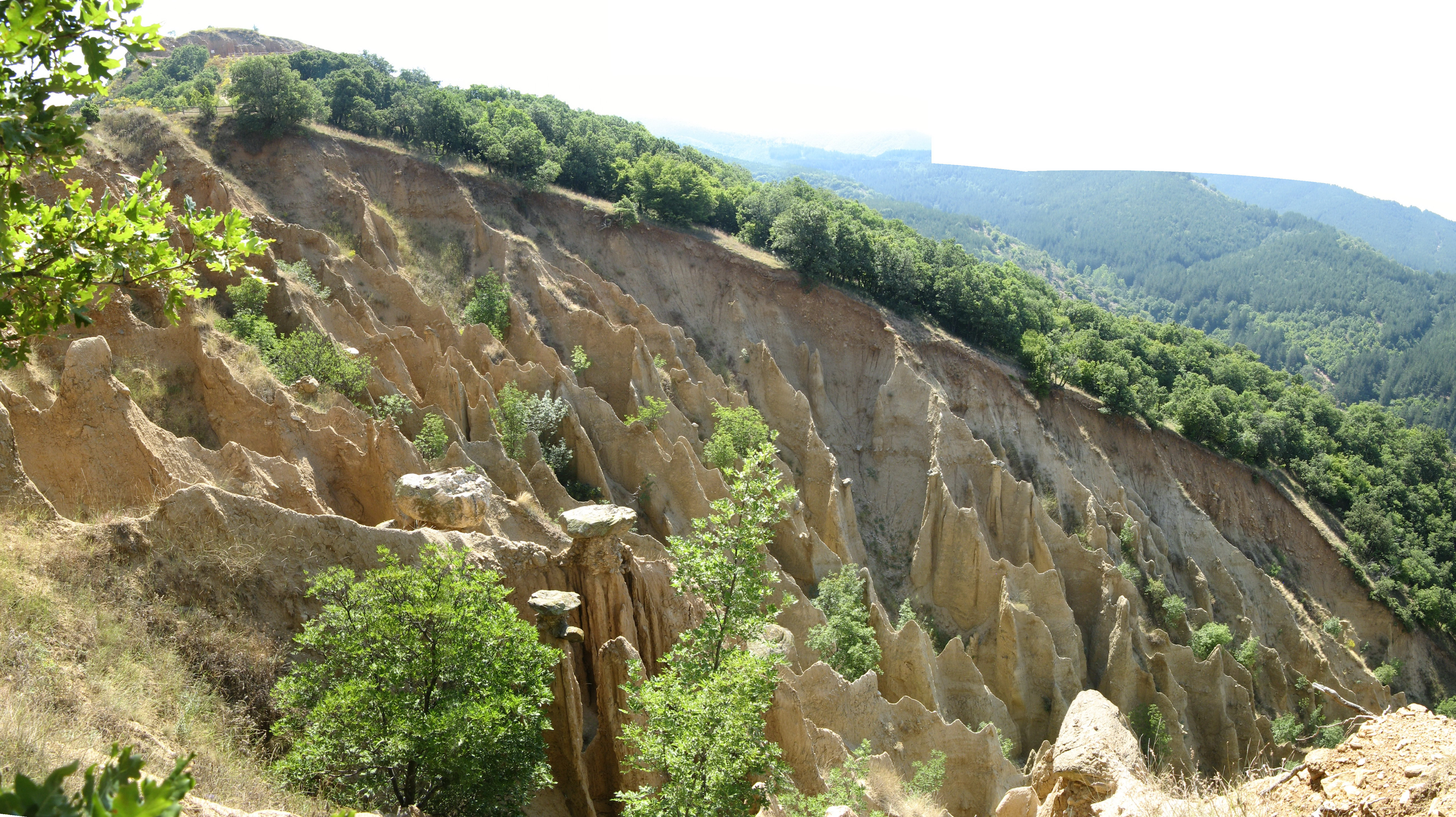
Die Pyramiden von Stob
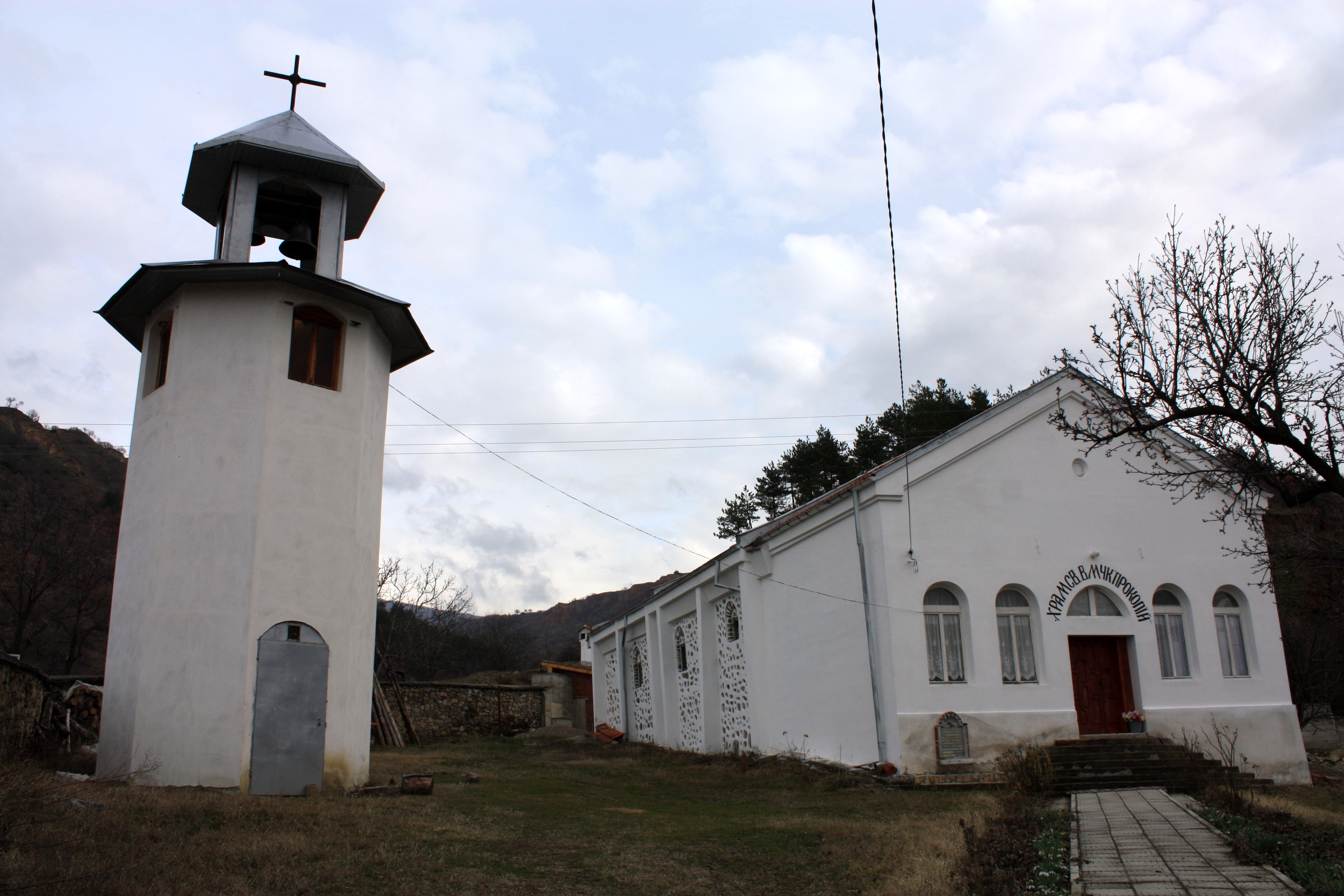
Kirche „Heiliger Prokop“ (bulgarisch Св. Прокопий) und Kirchturm
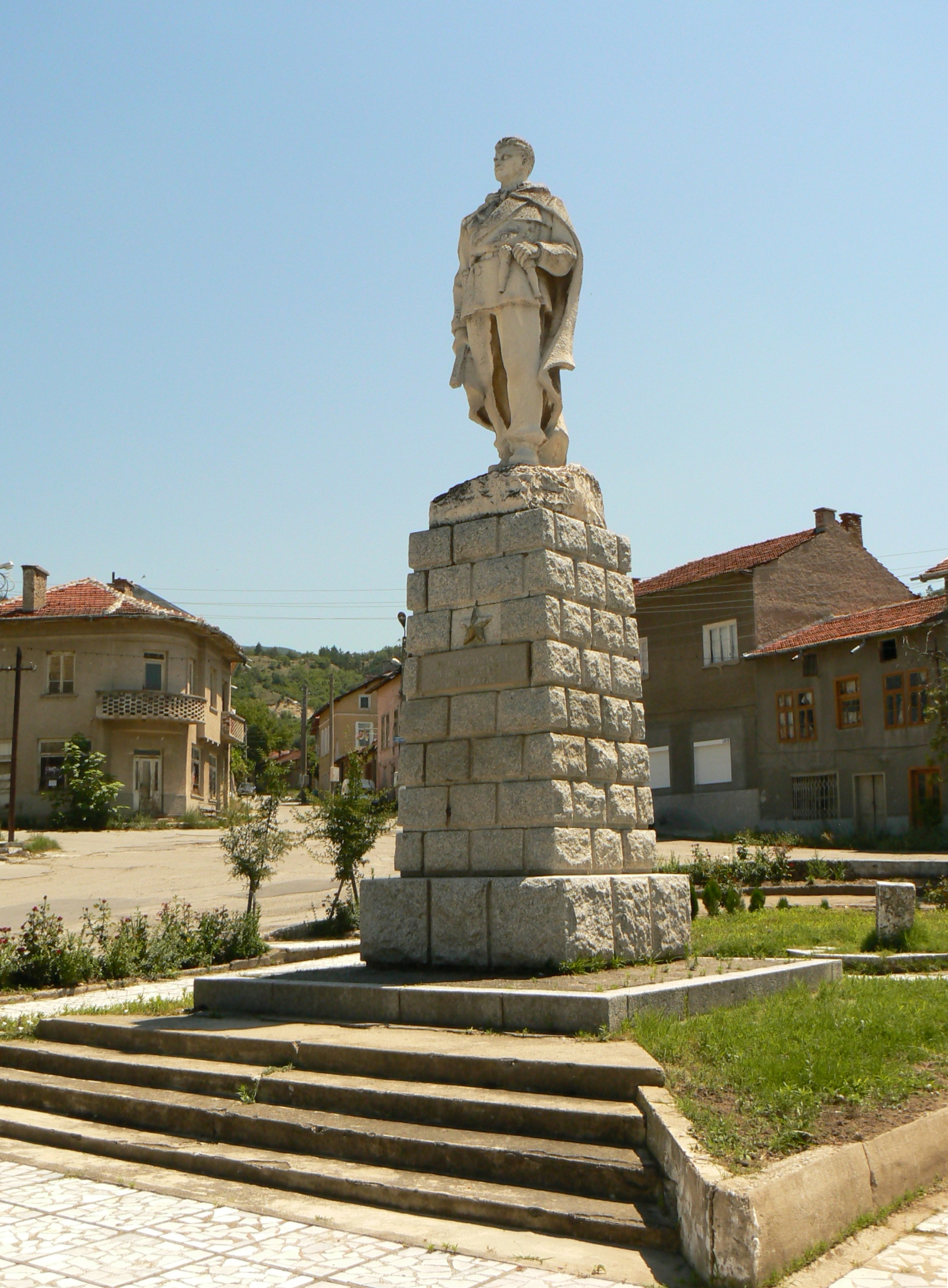
Kriegsdenkmal
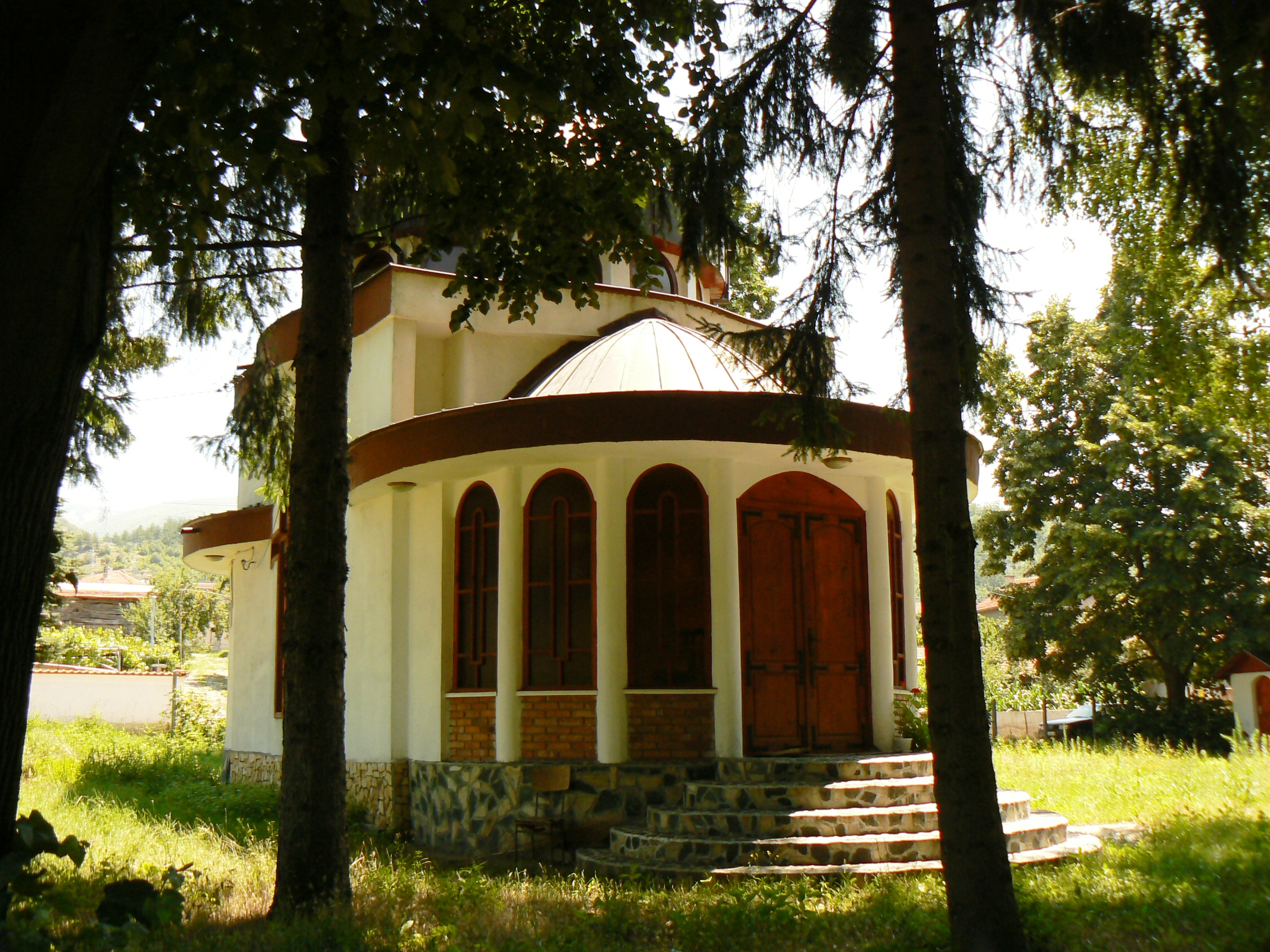
Kapelle
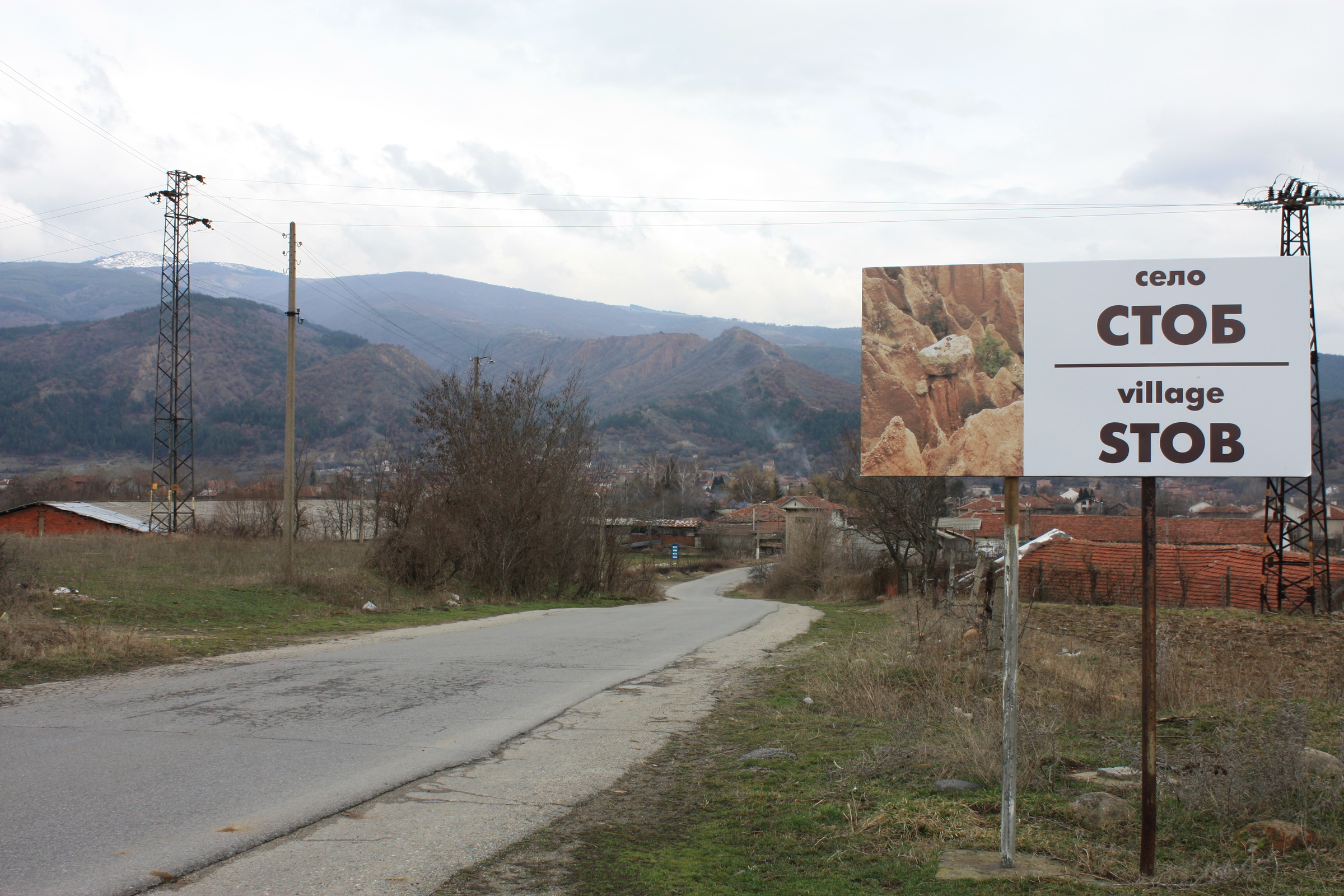
Ortseingang